# ARIA Music Awards de 2019
O ARIA Music Awards 2019 foi uma cerimônia de premiação de música australiana que ocorreu em 27 de novembro no Star Event Centre, em Sydney nas Austrália, a transmissão será pelo canal Nine Network e pelo YouTube Music. Guy Sebastian foi o apresentador deste ano.

## Indicados e Vencedores
Vencedores indicados a negrito, com outros indicados.
| Álbum do Ano | Melhor Grupo |
| --- | --- |
| - Dean Lewis – A Place We Knew - Hilltop Hoods – The Great Expanse - Rüfüs Du Sol – Solace - The Teskey Brothers – Run Home Slow - Thelma Plum – Better in Blak                                                                                       | - The Teskey Brothers – Run Home Slow - 5 Seconds of Summer – "Easier" - Birds of Tokyo – "Good Lord" - Hilltop Hoods – The Great Expanse - Rüfüs Du Sol – Solace                                        |
| Melhor Artista Masculino | Melhor Artista Feminino |
| - Dean Lewis – A Place We Knew - Guy Sebastian – "Choir" - Hayden James – Between Us - Matt Corby – Rainbow Valley - Paul Kelly – Nature | - Tones and I – "Dance Monkey" - Amy Shark – "Mess Her Up" - Jessica Mauboy – "Little Things" - Julia Jacklin – Crushing - Thelma Plum – Better in Blak                                                  |
| Album Adulto Contemporâneo | Melhor lançamento Soul/R&B |
| - Paul Kelly – Nature - Julia Jacklin – Crushing - Samantha Jade – The Magic of Christmas - Seeker Lover Keeper – Wild Seeds - The Paper Kites – On the Corner Where You Live                                                                         | - Kaiit – "Miss Shiney" - Adrian Eagle – "AOK" - Genesis Owusu – WUTD + Vultures - Matt Corby – Rainbow Valley - Tash Sultana – "Can't Buy Happiness"                                                    |
| Melhor Álbum Heavy Metal | Melhor Álbum de Rock |
| - Northlane – Alien - Clowns – Nature/Nurture - Dead Letter Circus – Dead Letter Circus - DZ Deathrays – Positive Rising: Part 1 - King Gizzard & the Lizard Wizard – Infest the Rats' Nest                                                           | - Amyl and the Sniffers – Amyl and the Sniffers - Holy Holy – My Own Pool of Light - Jimmy Barnes – My Criminal Record - Midnight Oil – Armistice Day: Live at the Domain, Sydney - Skegss – My Own Mess |
| Melhor Álbum de Blues & Roots | Melhor Álbum Country |
| - The Teskey Brothers – Run Home Slow - Dan Sultan – Aviary Takes - John Butler Trio – Home - King Gizzard & the Lizard Wizard – Fishing for Fishies - Paul Kelly – Live at Sydney Opera House                                                        | - Morgan Evans – Things That We Drink To - Charlie Collins – Snowpine - Felicity Urquhart – Frozen Rabbit - Lee Kernaghan – Backroad Nation - Sara Storer – Raindance                                    |
| Melhor Lançamento Pop | Melhor Lançamento Dance |
| - Tones and I – "Dance Monkey" - Amy Shark – "Mess Her Up" - Dean Lewis – A Place We Knew - Guy Sebastian – "Choir" - Thelma Plum – Better in Blak | - Rüfüs Du Sol – Solace - Dom Dolla – "Take It" - Fisher – "You Little Beauty" - Peking Duk and Jack River – "Sugar" - Pnau – "Solid Gold"                                                               |
| Artista Revelação | Melhor Lançamento Independente |
| - Tones and I – "Dance Monkey" - G Flip – About Us - Stella Donnelly – Beware of the Dogs - The Teskey Brothers – Run Home Slow - Thelma Plum – Better in Blak                                                                                        | - Tones and I – The Kids Are Coming - Angie McMahon – Salt - G Flip – About Us - Julia Jacklin – Crushing - The Teskey Brothers – Run Home Slow                                                          |
| Melhor Álbum de Criança | Melhor Lançamento de Comédia |
| - Dan Sultan – Nali & Friends - Kamil Ellis and Ensemble Offspring – Classic Kids: Music for the Dreaming - Regurgitator's Pogogo Show – The Really Really Really Really Boring Album - The Beanies – Imagination Station - The Wiggles – Party Time! | - Arj Barker – Organic - Carl Barron – Drinking with a Fork - Chris Lilley – Lunatics (Official Soundtrack) - Sammy J – Symphony in J Minor - Veronica and Lewis – Sex Flex: A Rap Guide to Fornication  |
| Melhor Lançamento de Hip Hop | |
| - Sampa the Great – "Final Form" - Baker Boy – "Cool as Hell" - Hilltop Hoods – The Great Expanse - Illy – Then What - Tkay Maidza – "Awake" (featuring JPEGMafia)                                                                                    | |

### Votação pública
Vencedores indicados a negrito, com outros indicados.
| Música do Ano | Melhor Vídeo |
| --- | --- |
| - Guy Sebastian – "Choir" - 5 Seconds of Summer – "Easier" - Amy Shark – "Mess Her Up" - Birds of Tokyo – "Good Lord" - Dean Lewis – "7 Minutes" - Hilltop Hoods – "Leave Me Lonely" - Kian – "Waiting" - Morgan Evans – "Day Drunk" - Ocean Alley – "Confidence" - Tones and I – "Dance Monkey" | - James Chappell for Guy Sebastian – "Choir" - Benn Jae for Jessica Mauboy – "Little Things" - Claudia Sangiorgi Dalimore for Thelma Plum – "Better in Blak" - Clemens Habicht for Pnau – "Solid Gold" - Dylan River for Briggs (featuring Greg Holden) – "Life Is Incredible" - G Flip for G Flip – "Drink Too Much" - Gabriel Gasparinatos for Baker Boy – "Cool as Hell" - Liam Kelly & Nick Kozakis for Tones and I – "Dance Monkey" - Richard Coburn for Hilltop Hoods (featuring Illy and Ecca Vandal) – "Exit Sign" - Sanjay De Silva for Sampa the Great – "Final Form" |
| Melhor Artista Australiano Ao Vivo | Melhor Artista Internacional Ao Vivo |
| - Hilltop Hoods – The Great Expanse World Tour - Amy Shark – Amy Shark Australian Tour - Baker Boy – Cool as Hell Tour - Electric Fields – 2000 and Whatever Tour - Gang of Youths – Say Yes to Life Tour - Keith Urban – Graffiti U Tour 2019 - King Gizzard & the Lizard Wizard – King Gizzard & the Lizard Wizard Australian Tour 2019 - Midnight Oil – Midnight Oil - Peking Duk – Peking Duk's Biggest Tour Ever... So Far - The Teskey Brothers – The Teskey Brothers - Intimate Venue Tour | - Taylor Swift – Lover - Ariana Grande – Thank U, Next - Billie Eilish – When We All Fall Asleep, Where Do We Go? - Ed Sheeran – No.6 Collaborations Project - George Ezra – Staying at Tamara's - Khalid – Free Spirit - Pink – Hurts 2B Human - Post Malone – Hollywood's Bleeding - Shawn Mendes – Shawn Mendes - Travis Scott – Astroworld |
| Professor de Música do Ano | |
| - Antonio Chiappetta (St Andrews College, Marayong, NSW) - Bel Skinner (North Regional TAFE, WA) - Julie Rennick (Gunnedah Conservatorium, NSW) - Lee Strickland (Narbethong State Special School, QLD) | |

### Fine Arts Awards
Vencedores indicados a negrito, com outros indicados.
| Melhor Álbum Clássico |
| --- |
| - Paul Kelly, James Ledger – Thirteen Ways to Look at Birds - Diana Doherty, Sydney Symphony Orchestra, Nigel Westlake, David Robertson, Synergy Vocals – Nigel Westlake: Spirit of the Wild / Steve Reich: The Desert Music - Genevieve Lacey – Soliloquy: Telemann Solo Fantasias - Grigoryan Brothers, Adelaide Symphony Orchestra, Benjamin Northey – Bach Concertos - Nicole Car, Australian Chamber Orchestra, Richard Tognetti – Heroines |
| Melhor Álbum de Jazz |
| - Kate Ceberano and Paul Grabowsky – Tryst - Andrea Keller – Transients Vol.1 - Angela Davis – Little Did They Know - Barney McAll – Zephyrix - Phil Slater – The Dark Pattern |
| Mélhor Álbum de Música do Mundo |
| - Melbourne Ska Orchestra – One Year of Ska - Chaika – Arrow - Joseph Tawadros – Betrayal of a Sacred Sunflower - Tara Tiba – Omid - Zela Margossian Quintet – Transition |
| Melhor Álbum de Som Original ou Música de Teatro |
| - Various Artists – The Recording Studio (Music from the TV Series) - Burkhard Dallwitz – LOCUSTS: Original Motion Picture Soundtrack - Gang of Youths – MTV Unplugged (Live in Melbourne) - Luke Howard – The Sand That Ate the Sea - Trials – Cargo |

### Artisan Awards
Winners indicated in negrito, with other nominees in plain.
| Produtor do Ano |
| --- |
| - Dann Hume for Matt Corby – Rainbow Valley - Burke Reid for Julia Jacklin – Crushing - Kevin Parker for Tame Impala – "Patience" - Konstantin Kersting for Tones and I – "Dance Monkey" - Paul Kelly and Steven Schram for Paul Kelly – Nature        |
| Engenheiro do Ano |
| - Sam Teskey for The Teskey Brothers – Run Home Slow - Burke Reid for Julia Jacklin – Crushing - Kevin Parker for Tame Impala – "Patience" - Konstantin Kersting for Tones and I – "Dance Monkey" - Plutonic Lab for Hilltop Hoods – The Great Expanse |
| Melhor Artista Cover |
| - Emilie Pfitzner for Thelma Plum – Better in Blak - Ben Jones for Amyl and the Sniffers – Amyl and the Sniffers - Jonathan Zawada for Flume – Hi This Is Flume - Lucy Dyson for Paul Kelly – Nature - Nick Mckk for Julia Jacklin – Crushing          |